# 馬希声
馬 希声（ば きせい）は、十国楚の第2代君主。武穆王馬殷の次男。

## 生涯
父の在位中は武安軍節度副使に封じられていた。天成2年（927年）に、武穆王が建てた会春園の一部を寺院に転換し、開福寺とした。
長興元年（930年）、武穆王馬殷の薨去によりその地位を継承した。在位期間中は王号を用いず藩鎮を使用していた。まもなく後唐は馬希声を武安静江両軍節度使兼中書令に封じている。
長興3年（932年）に薨去。異母弟の馬希範が継承した。後に衡陽王と追贈された。